# Dongping (métro de Foshan)
Dongping (chinois simplifié : 东平 ; chinois traditionnel : 東平 ; pinyin : dōngpíng) est une station de correspondance entre la ligne Guangfo et la ligne 3 du métro de Foshan. Elle se situe dans le district de Shunde, la ville de Foshan, la province de Guangdong, en Chine.
La station porte le nom du fluvial Dongping (zh) à proximité.

## Situation sur le réseau
Établie en souterrain, Dongping est une station de correspondance de ligne Guangfo et la ligne 3 du métro de Foshan. Elle est située :
sur la ligne Guangfo, entre la station Lotus-du-Siècle, en direction du terminus nord-est Lijiao (zh), et la station Nouveau centre-ville de l’est, le terminus sud-ouest ;
sur la ligne 3, entre la station Wanhua, en direction du terminus nord-ouest  Zhen’an, et la station Dadun (zh), en direction du terminus sud-est Gare du Collège-de-Shunde.

## Histoire
La station Dongping est mise en service le 28 décembre 2016, lors de l'ouverture à l'exploitation de la 2e phase de la ligne Guangfo. 
Elle devient une station de correspondance le 28 décembre 2022 lors de l'ouverture à l'exploitation de la station de la ligne 3. Au plafond de cette nouvelle station, il y a une réplique de la peinture La Fête de Qingming au bord de la rivière.

Plafond de la station
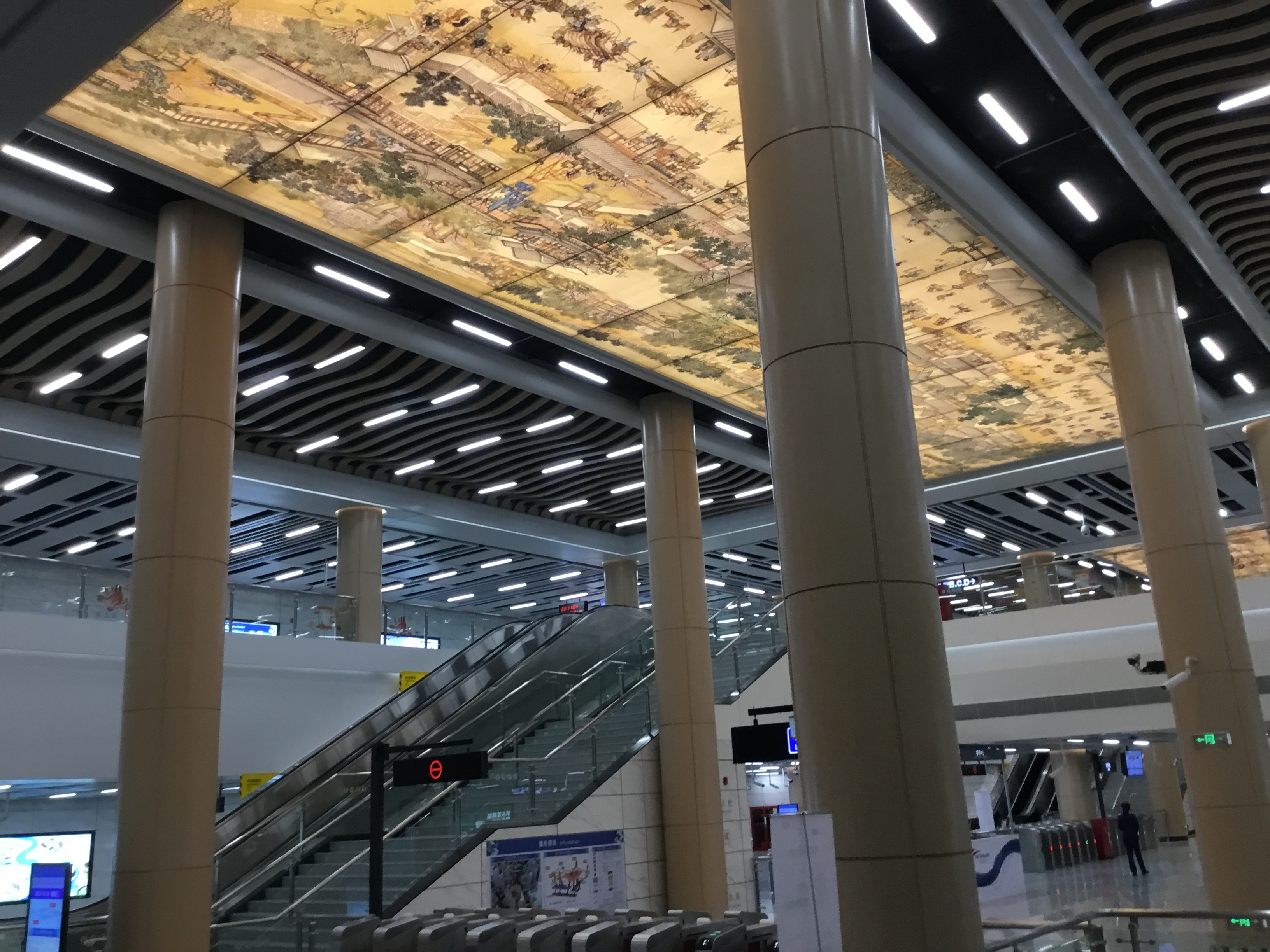
En 2022.
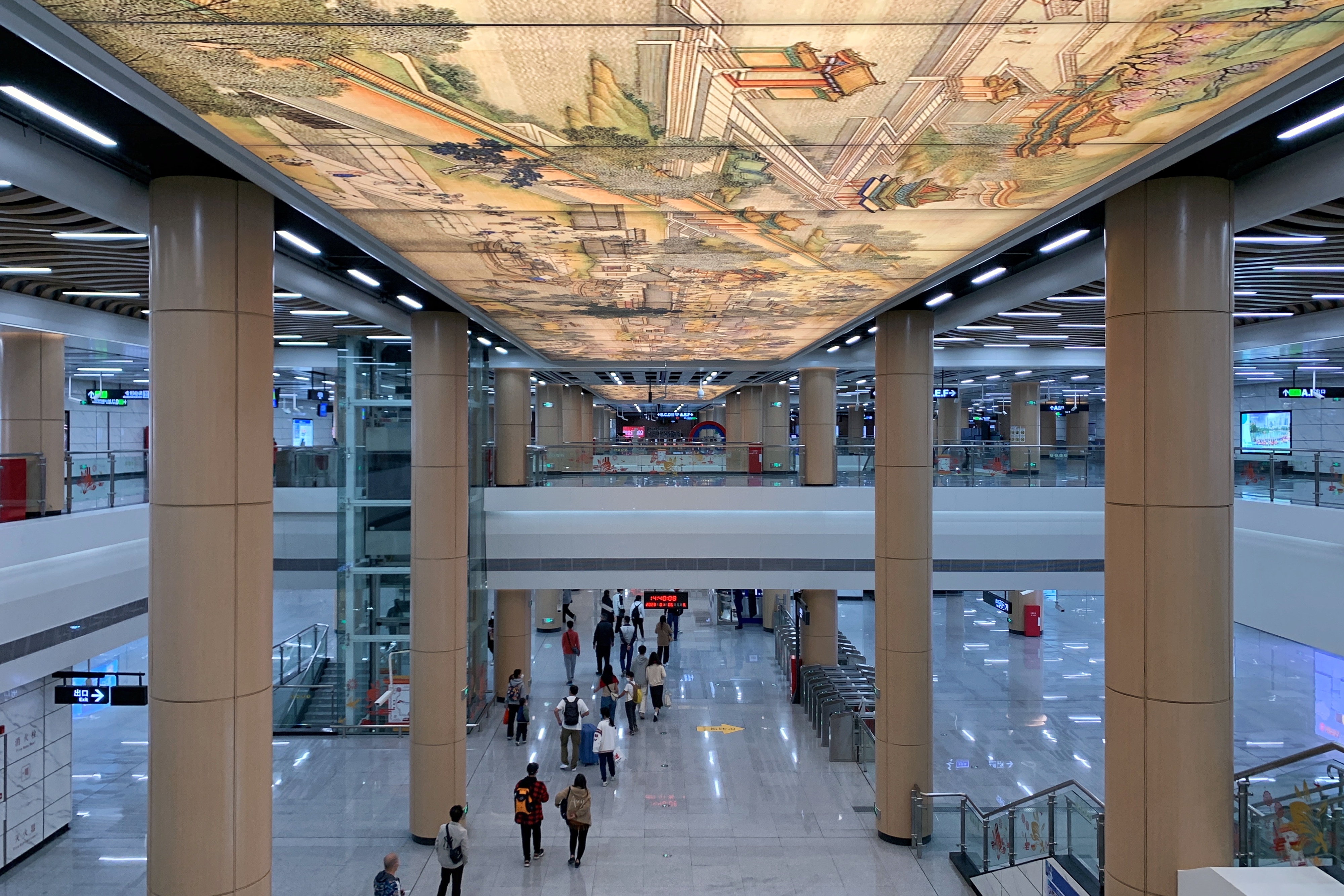
En 2023.

## Services aux voyageurs

### Accès et accueil
La station dispose de 6 bouches: A, B, C, D, E, et F:
|        |                                                  |                                              |  |  |
|        |                                                  |                                              |  |  |
| Bouche | Accessibilité                                    | Destinations les plus proches                |  |  |
| A      | Surface podotactile Escalier mécanique           | Arrêt d’autobus                              |  |  |
| B      | Surface podotactile Escalier mécanique           | Arrêt d’autobus                              |  |  |
| C      | Surface podotactile Escalier mécanique Ascenseur | Société des médias de Foshan Arrêt d’autobus |  |  |
| D      |                                                  | Arrêt d’autobus                              |  |  |
| E      | Surface podotactile Escalier mécanique           | Arrêt d’autobus                              |  |  |
| F      | Escalier mécanique                               | Arrêt d’autobus                              |  |  |

### Desserte

#### Ligne Guangfo
Dongping, station de la ligne Guangfo, dispose d'un quai central et est desservie par les rames qui circulent sur cette ligne.

Installations ligne Guanfo
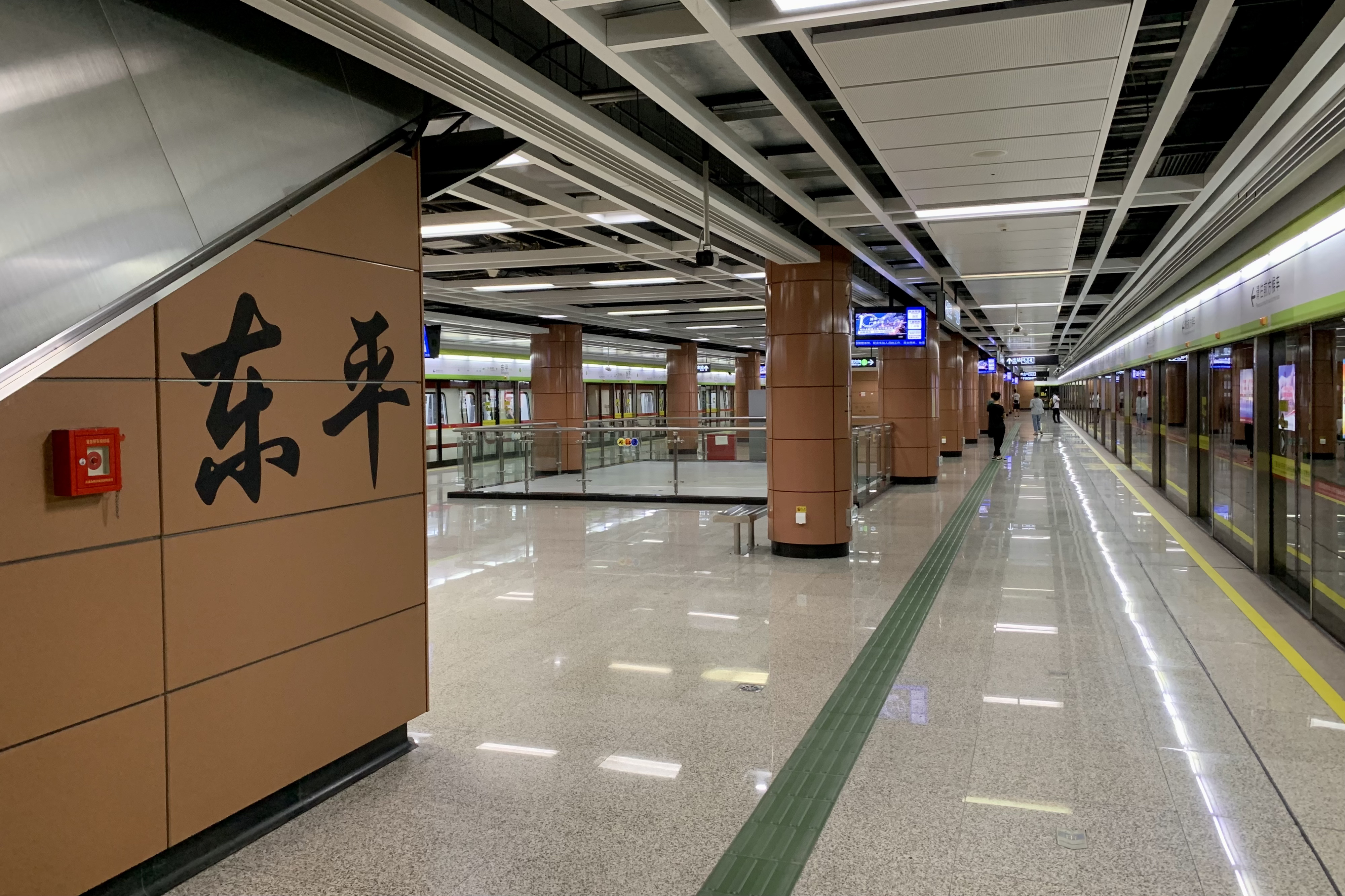
En 2021.
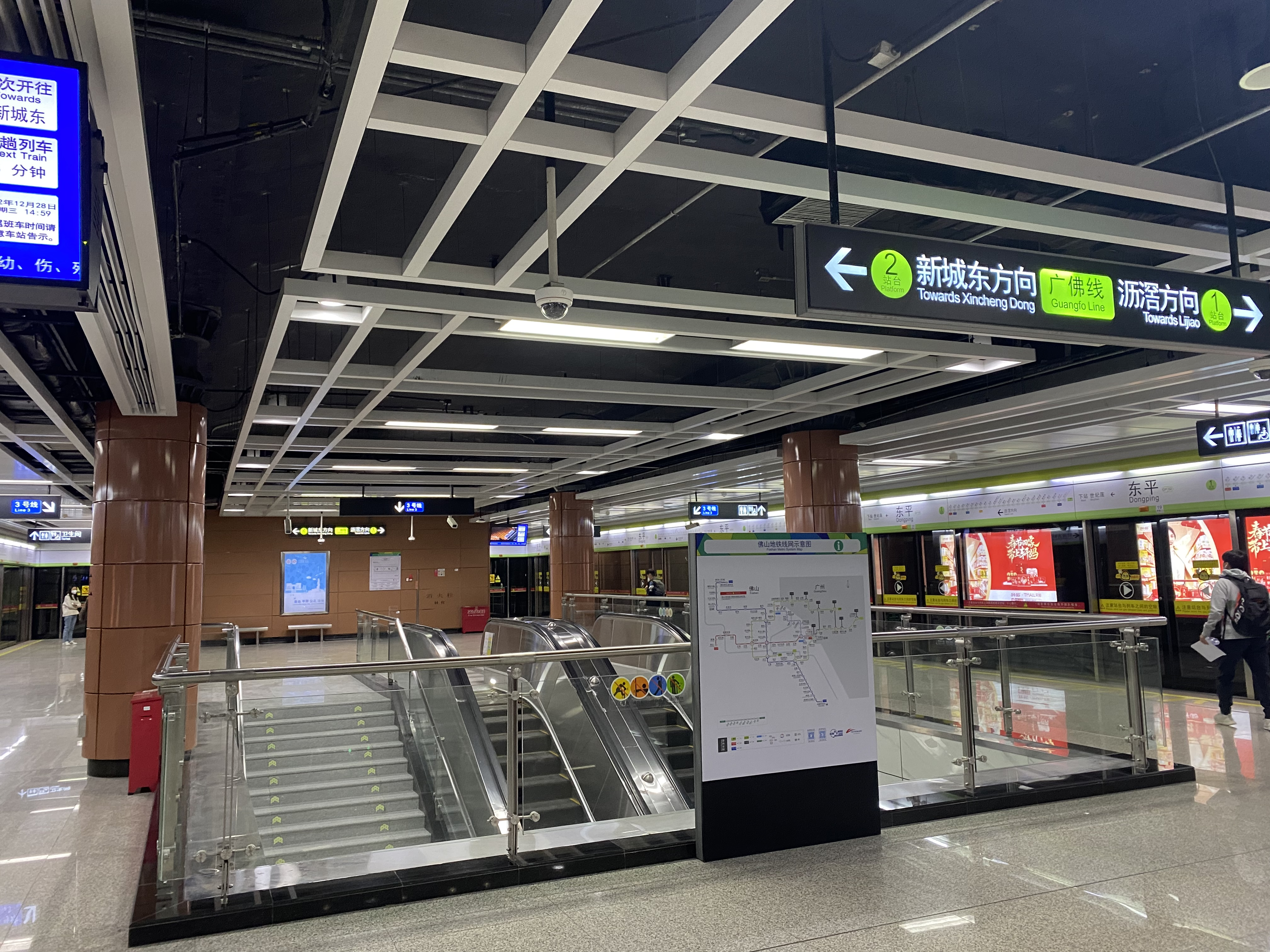
En 2022.
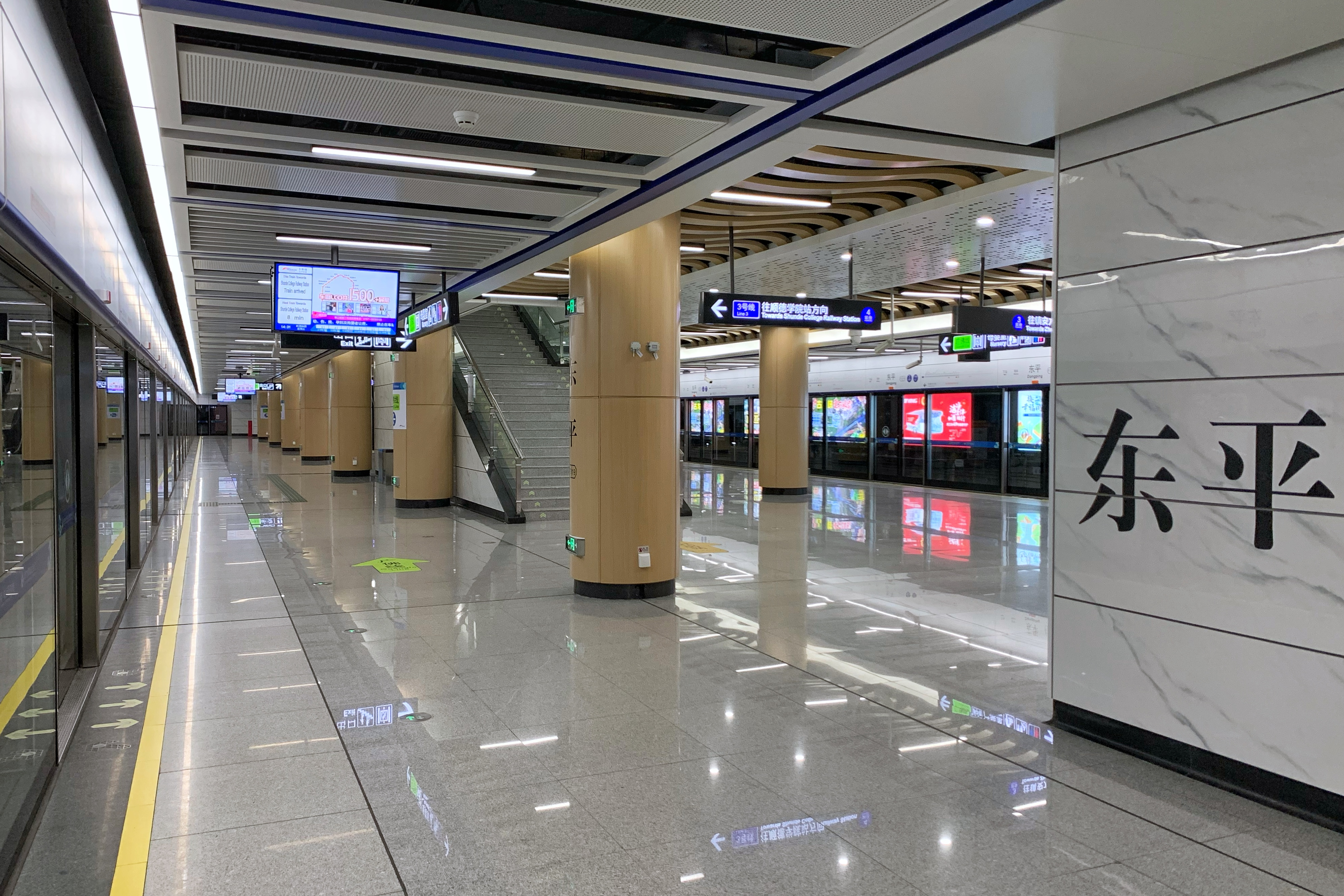
En 2023.

#### Ligne 3
Dongping, station de la ligne 3, dispose d'un quai central et est desservie par les rames qui circulent sur cette ligne.

Installations ligne 3
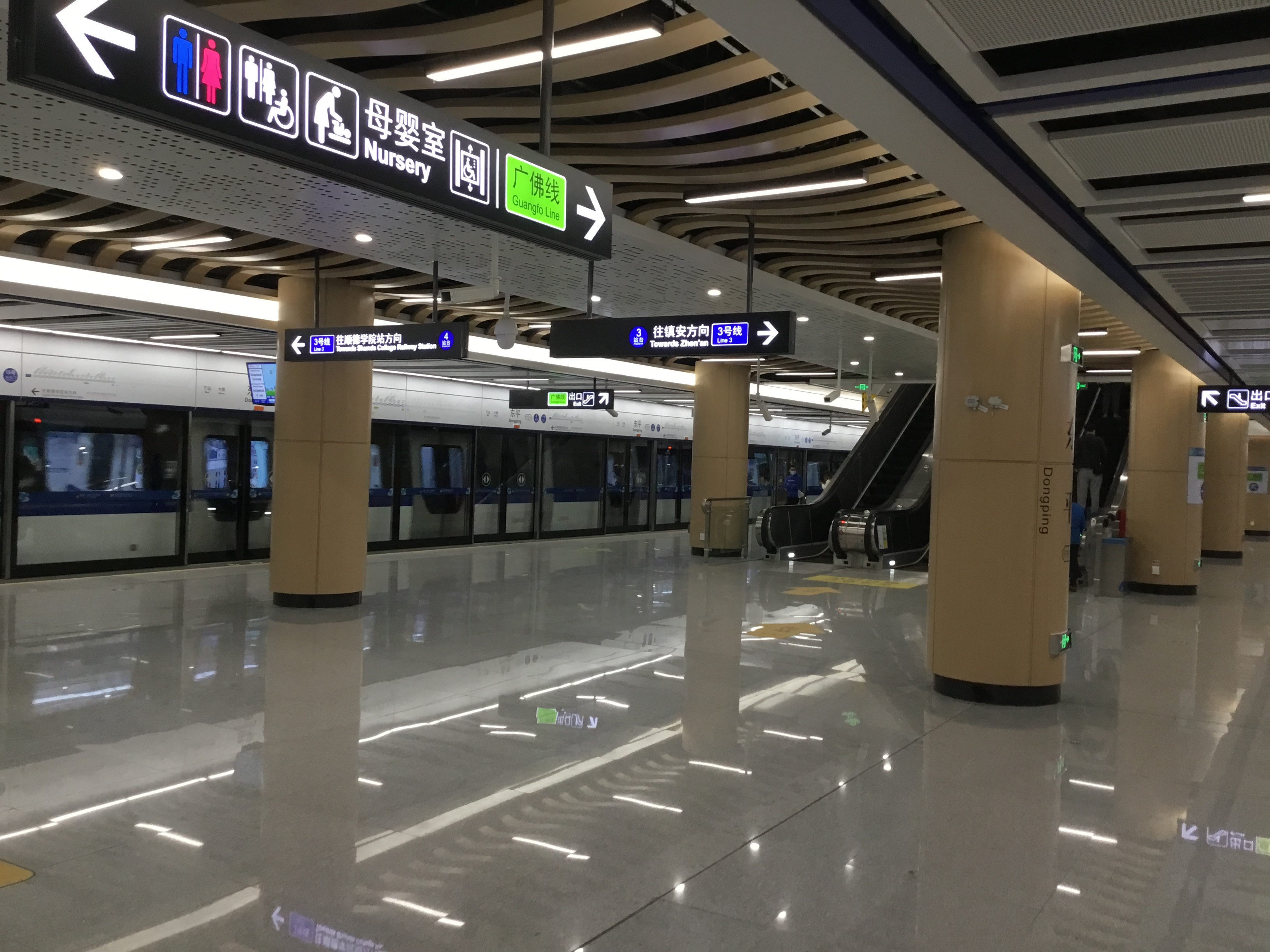
En 2022.
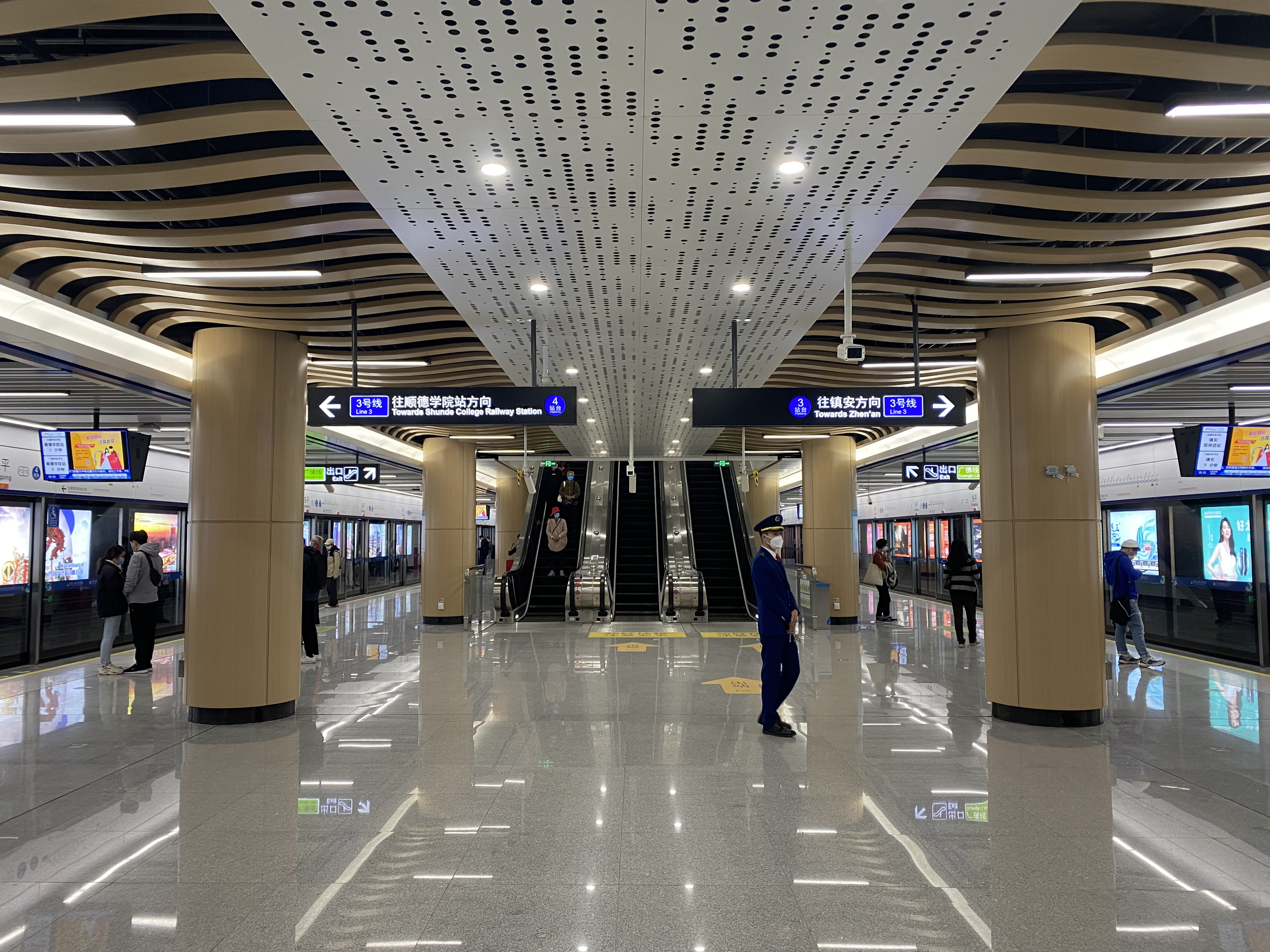
En 2022.
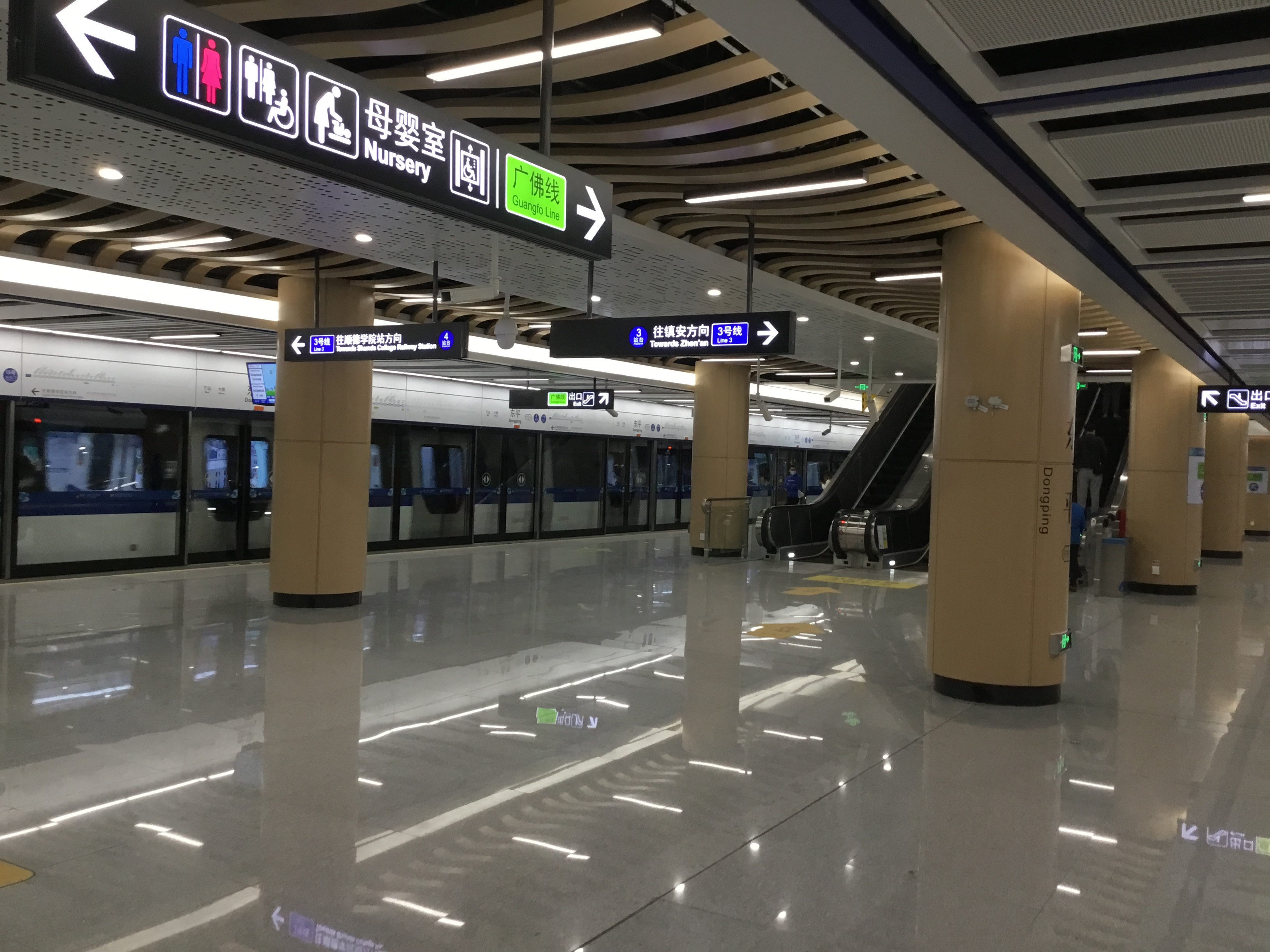
En 2022.

### Intermodalité
Des arrêts de bus sont situés à proximité.

## Projets
La Gare de Shunde–Nord (zh) du Chemin ferroviaire interurbain du delta de la Rivière des Perles (zh) sera située au sud de la station de métro,.